# Ouachitai tarajosteknős
Az ouachitai tarajosteknős (Graptemys ouachitensis) a teknősök (Testitudines) rendjébe és a mocsáriteknős-félék (Emydidae) családjába tartozó faj.

## Előfordulása
Az Amerikai Egyesült Államok területén, a Mississippi medencéjében honos. Édesvizek lakója.

## Alfajai
- Graptemys ouachitensis ouachitensis
- Graptemys ouachitensis sabinensis

## Megjelenése
A nőstény testhossza 15-27 centiméter, a hím farka hosszabb és vaskosabb, a kloákanyílása hátrébb található, mint a nőstényé, kisebb, színe élénkebb, orra hegyesebb, a mellső lábak karmai igen hosszúak, testhossza 9-15 centiméter. A hímek már 2-3 évesen, de a nőstények később csak 6-7 évesen lesznek ivarérettek.

## Életmódja
Többnyire vízicsigákkal, algákkal, puhatestűekkel, kisebb halakkal, néha kagylókkal és egyéb vízinövényekkel táplálkozik.
Fogságban 15 évig is elélhet.